# Christian Dunker
Christian Ingo Lenz Dunker (São Paulo, 29 de maio de 1966) é um psicanalista brasileiro, professor titular do Instituto de Psicologia da  Universidade de São Paulo.
Tornou-se conhecido do público não acadêmico por sua atividade, como colunista e articulista, nas revistas Mente & Cérebro, Cult e Brasileiros, e também no blog da Boitempo Editorial.
Em 2012, obteve o Prêmio Jabuti na categoria Psicologia e Psicanálise, por seu livro  Estrutura e Constituição da Clinica Psicanalítica. Em 2016, seu livro Mal-Estar, Sofrimento e Sintoma foi classificado em segundo lugar, na categoria Psicologia, Psicanálise e Comportamento.

## Biografia
Descendente de alemães, Christian Dunker nasceu em São Paulo, em 1966, filho de Klaus Dunker e Elizabete Juliana Lenz. Estudou no Colégio Visconde de Porto Seguro, desde o ensino fundamental até a conclusão do ensino médio, em 1984.
Em 1985, ingressou na Universidade de São Paulo, concluindo o bacharelado em Psicologia, em 1989. Durante esse período, envolveu-se com a reconstrução democrática da USP e participou da fundação do Centro Acadêmico Iara Iavelberg, do qual foi o primeiro diretor, no período da abertura política. A partir de 1990, articulou prática clínica e docência universitária, tendo lecionado em várias universidades paulistas.
Obteve o título de  mestre em 1991, e doutor em Psicologia, em 1996, sempre pela USP. 
Entre 2000 e 2003, realizou atividades de pesquisa pós-doutorado na Manchester Metropolitan University, sobre patologias da linguagem, sob supervisão de Ian Parker e Erica Burman, tendo seu trabalho sido destacado como "pesquisa inovadora em crítica e linguagem".
Em 2004, tornou-se professor do Departamento de Psicologia Clínica  do Instituto de Psicologia da Universidade de São Paulo. Em 2007 defendeu tese de Livre Docência, publicada no Reino Unido e no Brasil. É psicanalista membro da Escola de Psicanálise dos Fóruns do Campo Lacaniano de São Paulo, com ativa participação na disseminação do pensamento de Jacques Lacan no Brasil. 
Com Vladimir Safatle e Nelson da Silva Jr., fundou e coordena o Laboratório de Teoria Social, Filosofia e Psicanálise da USP (Latesfip-USP).
Desde 2014, é professor titular do Departamento de Psicologia Clínica do Instituto de Psicologia da USP, onde desenvolve atividades de ensino e pesquisa.

## Ideias
Notabilizou-se pela renovação do pensamento de Jacques Lacan a partir das ideias da filosofia social crítica, da antropologia pós-estruturalista e das ciências da linguagem. Sua crítica da psicopatologia psicanalítica tradicional e da hegemonia dos sistemas diagnósticos estatísticos prevalentes em psiquiatria (como o DSM-5) envolve a introdução de conceitos como sofrimento de determinação , patologias do social e cálculo do gozo.
Realizou contribuições em psicopatologia, envolvendo a revisão das noções de neurose, psicose e perversão. Valoriza critérios diagnósticos como "liberdade e verdade", bem como pesquisa o impacto político da prática psicanalítica e as experiências sociais de sofrimento no Brasil.

## Presença na mídia e em eventos públicos
Christian Dunker contribui como articulista para diversos periódicos  e, como convidado, em programas de rádio e televisão.  Também mantém um blog -  Blog do Dunker - onde escreve semanalmente, e um canal no Youtube, onde discute temas ligados a  psicanálise e psicologia. Ocasionalmente, ministra aulas públicas em eventos como "Ocupa Sampa" e "OcupaSalvador".

## Obras
Livros
- 1996 – Lacan e a Clínica da Interpretação. São Paulo: Hacker.
- 2002 – O Cálculo Neurótico do Gozo; 2ª ed. revista e ampliada. Zagodoni Editora.[20]
- 2010 – The Constitution of the Psychoanalytic Clinic: A History of Its Structure and Power.  London: Karnac, 2011.
- 2010 – Ciúme. São Paulo: Duetto.
- 2011 – Estrutura e constituição da clínica psicanalítica São Paulo: Annablume Editora.[39]
- 2013 – A psicose na criança: tempo, linguagem e sujeito. São Paulo: Zagodoni.
- 2015 – Mal-Estar, Sofrimento e Sintoma: uma psicopatologia do Brasil entre muros. São Paulo: Boitempo. (ISBN 978-8575593950)
- 2016 – Por que Lacan?. São Paulo: Zagodoni. ISBN 978-8555240010)
- 2016 – Análise Psicanalítica de Discurso: perspectivas lacanianas. São Paulo: Estação Cores e Letras. (ISBN 978-8568552612)
- 2017 – Reinvenção da intimidade: políticas do sofrimento cotidiano. São Paulo: Ubu Editora. (ISBN 978-8592886462)
- 2020 – A arte da quarentena para principiantes. São Paulo: Boitempo. (ISBN 978-85-7559-778-1)
- 2021 – Uma biografia da depressão. São Paulo: Paidós. (ISBN 978-65-5535-228-3)

Coletâneas e colaborações
- 2005 – Žižek Crítico: Política e Psicanálise na era do Multiculturalismo, com ‪Jose Luiz Aidar Prado‬ (orgs.). São Paulo: Hacker.
- 2011 – A Pele como Litoral: fenômeno psicossomático e psicanálise, com Tatiana Assadi e Heloísa Ramirez (orgs). São Paulo: Annablume Editora.
- 2013 – Coleção Cinema e Psicanálise. Vol. 1 A Criação do desejo  (com Ana Lucília Rodrigues orgs.) São Paulo: Nversos.
- 2015 – Bala perdida: a violência policial no Brasil e os desafios para sua superação (com diversos autores). São Paulo: Boitempo. (ISBN 978-8575594414)
- 2019 – O palhaço e o psicanalista: como escutar os outros pode transformar vidas (com Cláudio Thebas). São Paulo: Planeta do Brasil. (ISBN 978-85-422-2199-2)
- 2023 – Lutos finitos e infinitos. São Paulo: Paidós. (